# César Aira
César Aira, född 23 februari 1949 i Coronel Pringles, Buenos Aires-provinsen, är en argentinsk författare och översättare och en huvudfigur inom den samtida argentinska litteraturen. Han är känd för sin experimentlusta och enorma produktivitet. Han har publicerat mer än åttio böcker som är översatta och utgivna i många länder. Sedan 1993 har han skrivit två till fyra kortromaner om året. Tre av hans kortromaner, Litteraturkonferensen (1999), Nätterna i Flores (2004) och En episod i den resande landskapsmålarens liv (2000) utgavs 2012 på svenska under titeln 3 x Aira. 
Han har undervisat vid Buenos Aires universitet om Copi och Arthur Rimbaud, samt vid Rosarios universitet om konstruktivism och Stéphane Mallarmé. Han är också litteraturkritiker med studier av Copi, poeten Alejandra Pizarnik och nonsensförfattaren Edward Lear. Han fick uppdraget att färdigställa de kompletta verken av vännen, poeten och romanförfattaren Osvaldo Lamborghini (1940-1985). Han är dessutom verksam som översättare, och har översatt och utgivit verk från Frankrike, England, Italien, Brasilien, Spanien, Mexiko och Venezuela. och Utöver det är han återkommande skribent i spanska El País och amerikanska The New Yorker.
Romanen Cómo me hice monja utvaldes till en av de tio bästa utgåvorna i Spanien 1998.

## Stil
Aira har haft som mål att utveckla en avantgardistisk estetik där han istället för att redigera och korrekturläsa det han skriver utövar en fuga hacia adelante (flykt framåt) för att improvisera sig ut ur de hörn han skriver sig in i. Han eftersträvar också att i sina egna verk ett kontinuum' av ett konstant momentum i det fiktiva narrativet (något han också hyllar i andras verk, såsom Copi). Detta gör att hans fiktion kan hoppa snabbt och radikalt mellan olika genrer, och att narrativa strategier från populärkulturen och olika sublitterära genrer (som såpoperor) används. Han vägrar dessutom avsluta sina romaner konventionellt, vilket gör att många av hans verk slutar tämligen öppet.
Hans ämnen täcker en stor bredd, från surrealistiskt eller dadaistiskt halvnonsens till fantasiberättelser som utspelar sig i Buenos Aires. I många av sina verk återvänder han dock till Argentinas 1800-tal. Flera verk behandlar också stereotyper av ett exotiskt österland (som i romanerna Una novela china, El volante och El pequeño monje budista. I flera verk gör han narr av sig själv och sin barndomsstad, Coronel Pringles.